# Joünié
Joünié, Jounieh o Junia es una ciudad portuaria del Líbano, ubicada en la bahía de Joünié, se encuentra a 17 kilómetros de Beirut, capital del Líbano y sobre la costa del mar Mediterráneo.
Es conocida por sus balnearios y discotecas, existe un teleférico que tiene la finalidad de llevar a los pasajeros a la ermita de Nuestra Señora del Líbano en Harissa, el mismo funciona todo el año. Se considera la ciudad con más Maronitas del mundo, en ella vive el patriarca Maronita del Líbano.
A 20 km de la ciudad se emplaza el Aeropuerto Internacional Rafic Hariri de Beirut, es una ciudad de antiguas civilizaciones y hoy un moderno centro de negocios, a 2 km de la ciudad se encuentra el Casino du Liban, a 10 km se encuentra Biblos, a 8 km las grutas de Jeita y a 50 km Trípoli.
La ciudad cuenta con más de 100.000 habitantes, en su mayoría cristiana.

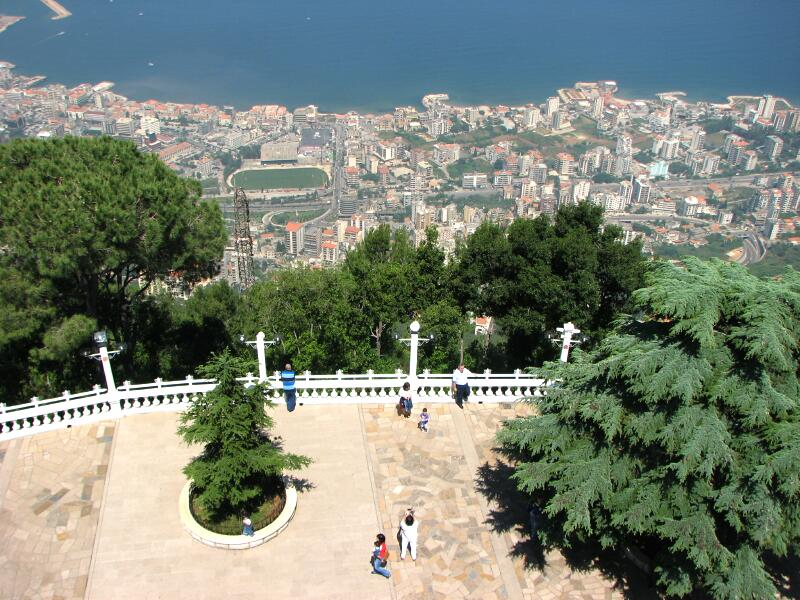
Vista de la bahía de Joünié desde Harissa.